# Naquite
La naquite è un minerale, la cui composizione è al 66,54% ferro e per il restante 33,46 Silice. Precedentemente era conosciuto come fersilicite. È stato scoperto nel 2010 nel distretto minerario di Luobusa nella contea di Qusum in Tibet.

## Origine e giacitura
Si trova in alcuni giacimenti ucraini, nell'oblast' di Donec'k.